# مخادمة
مخادمة بلدية بولاية بسكرة الجزائرية تبعد عن مقر الولاية بحوالي خمسين كيلومتر تقع في الجنوب الغربي من الولاية يحدها من الشمال بلدية ليشانة وبوشقرون ومن الغرب بلدية ليوة ومن الشرق بلدية أورلال ومن الجنوب بلدية اسطيل (وادي سوف)، مخادمة بلدية فلاحية تشتهر بالنخيل والبيوت البلاستكية والفلاحة الموسمية بمحيط السارق.